# Carex oberrodensis
Carex oberrodensis är en halvgräsart som beskrevs av B.Walln. Carex oberrodensis ingår i släktet starrar, och familjen halvgräs. Inga underarter finns listade i Catalogue of Life.